# Mount Lincoln
Mount Lincoln – szczyt w Gór Skalistych, w paśmie Mosquito Range. Leży 8 km na wschód od Climax w stanie Kolorado. Jest to ósmy pod względem wysokości szczyt Gór Skalistych. 
Pierwszego wejścia na szczyt dokonał Wilbur Stone w czerwcu 1861 r.